# Mario Lambrughi
Mario Lambrughi (Monza, 5 febbraio 1992) è un ostacolista e velocista italiano, che ha rappresentato l'Italia agli Europei di Amsterdam 2016, di Monaco di Baviera 2022 e ai Mondiali di Eugene nel 2022.

## Biografia
Dal 2008 al 2015 è stato tesserato per l'Atletica Vedano; dal 2016 gareggia per l'Atletica Riccardi. È allenato da Simone Vimercati.
Durante il biennio da juniores nel 2010-2011 non è mai andato oltre le batterie nei vari campionati italiani di categoria disputati. Anche nei primi due anni da promessa nel biennio 2012-2013 non è riuscito mai superare le batterie ai campionati italiani under 23 disputati.
Il 2014 l'ha visto vincere il primo titolo italiano in occasione dei nazionali universitari dove ha contribuito alla vittoria dell'oro nella staffetta 4x400 m. Nelle gare individuali sui 400 m hs è stato finalista nei tre principali campionati italiani: universitari (5º), promesse (5º) ed assoluti (6º).
Nel 2015 diventa campione nazionale universitario sui 400 m hs; agli assoluti di Torino si laurea vicecampione sulla stessa specialità. Agli assoluti indoor di Padova nel mese di marzo del 2016 vince la medaglia d'argento sui 400 m, dietro il campione Matteo Galvan, dopo che nelle batterie con 47”91 aveva fatto registrare il miglior crono in assoluto.
Quando a giugno durante gli assoluti di Rieti ha raggiunto la finale dei 400 m hs, era già in possesso del minimo per gli Europei al pari di altri 8 ostacolisti italiani sul giro di pista (gli altri 7 finalisti dei campionati assoluti più Aramis Diaz): il terzo posto, con conseguente medaglia di bronzo, gli ha garantito l'accesso alla rassegna continentale insieme agli altri due medagliati, José Bencosme (oro) e Mattia Contini (argento).
Nel luglio del 2016 ha esordito con la maglia azzurra, indossando direttamente quella della Nazionale assoluta: nei Paesi Bassi agli Europei di Amsterdam è riuscito ad arrivare sino alle semifinali della rassegna continentale, non riuscendo a qualificarsi per la finale; invece con la staffetta 4x400 metri ha disputato la batteria non riuscendo ad ottenere l’accesso in finale.
Il 13 luglio del 2016 vincendo al XXVII Meeting internazionale Sport Solidarietà di Lignano Sabbiadoro la gara sui 400 m hs col tempo di 49"35  aveva realizzato il minimo olimpico per Rio de Janeiro (under 49"40), ma in ritardo di un paio di giorni rispetto al termine ultimo fissato per l'11 luglio.
A Maggio del 2018 con il crono di 48"99 è diventato il  quarto miglior italiano di sempre sui 400 metri ostacoli.
Dopo numerosi infortuni nel 2022 trova la sua migliore stagione, si classifica 2º ai campionati Italiani indoor sui 400 piani e vince quelli outdoor sui 400 ostacoli, torna in nazionale dove si classificherà 5° ai giochi del Mediterraneo di Orano, 25° ai mondiali di Eugene e 11° agli europei di Monaco.
Nel 2023 vince ancora i campionati italiani sui 400 ostacoli arrivando poi a raggiungere la semifinale ai mondiali di Budapest dove però verrà squalificato per falsa partenza.
Ad aprile del 2024 all'Arena di Milano ottiene la miglior prestazione italiana sui 300 ostacoli in 34"83.
Sempre nel 2024 arriverà in semifinale agli europei di Roma e 2° ai campionati italiani assoluti a La Spezia.

## Progressione

### 400 metri ostacoli
| Stagione | Tempo | Luogo          | Data       | Rank. Mond. |
| -------- | ----- | -------------- | ---------- | ----------- |
| 2023     | 49"05 | Budapest       | 20-8-2023  | -           |
| 2022     | 49"03 | Savona         | 18-5-2022  | -           |
| 2021     | 50"15 | Savona         | 13-5-2021  | -           |
| 2020     | 49"83 | Alba           | 29-7-2020  | -           |
| 2019     | 49"38 | Bellinzona     | 21-9-2019  | -           |
| 2018     | 48"99 | Rieti          | 13-5-2018  | -           |
| 2017     | 49"41 | Roma           | 8-6-2017   | -           |
| 2016     | 49"35 | Lignano        | 13-7-2016  | -           |
| 2015     | 50"20 | Torino         | 26-7-2015  | -           |
| 2014     | 50"84 | Chaux-de-Fonds | 6-7-2014   | -           |
| 2013     | 53"80 | Lodi           | 2-6-2013   | -           |
| 2012     | 54"92 | Chiari         | 24-6-2012  | -           |
| 2011     | 55"66 | Milano         | 8-6-2011   | -           |
| 2010     | 56"57 | Lodi           | 16-10-2010 | -           |

## Palmarès
| Anno | Manifestazione          | Sede      | Evento      | Risultato  | Prestazione | Note  |
| ---- | ----------------------- | --------- | ----------- | ---------- | ----------- | ----- |
| 2016 | Europei                 | Amsterdam | 400 m hs    | Semifinale | 49"60       | [ 6 ] |
| 2016 | Europei                 | Amsterdam | 4×400 m     | Batteria   | 3'06"07     | [ 7 ] |
| 2017 | Europei indoor          | Belgrado  | 400 m piani | Batteria   | dq          |       |
| 2022 | Giochi del Mediterraneo | Orano     | 400 m hs    | 5º         | 49"29       |       |
| 2022 | Mondiali                | Eugene    | 400 m hs    | Batteria   | 50"18       |       |
| 2022 | Europei                 | Monaco    | 400 m hs    | Semifinale | 49"50       |       |
| 2023 | Mondiali                | Budapest  | 400 m hs    | Semifinale | dq          | [ 8 ] |
| 2024 | Europei                 | Roma      | 400 m hs    | Semifinale | 50"03       |       |

## Campionati nazionali
- 1 volta campione universitario sui 400 m hs (2015)
- 1 volta campione universitario nella 4x400 m (2014)
- 3 volte campione italiano assoluto sui 400 m hs

2010
- In batteria ai Campionati italiani juniores e promesse, (Pescara), 400 m hs - 1'05"52[9]

2011
- In batteria ai Campionati italiani allievi-juniores-promesse indoor, (Ancona), 60 m hs - 8"69[10]
- In batteria ai Campionati italiani juniores e promesse, (Bressanone), 110 m hs - 15"28[11]
- In batteria ai Campionati italiani juniores e promesse, (Bressanone), 400 m hs - 56"36[12]

2012
- In batteria ai Campionati italiani assoluti e promesse indoor, (Ancona), 60 m hs - 8"69[13]
- In batteria ai Campionati italiani juniores e promesse, (Misano Adriatico), 110 m hs - dq[14]

2013
- In batteria ai Campionati italiani allievi-juniores-promesse indoor, (Ancona), 60 m hs - 8"60[15]
- In batteria ai Campionati italiani juniores e promesse, (Rieti), 110 m hs - 15"44[16]
- In batteria ai Campionati italiani juniores e promesse, (Rieti), 400 m hs - dns[17]

2014
- 5º ai Campionati nazionali universitari, (Milano), 400 m hs - 52"92[18]
- Oro ai Campionati nazionali universitari, (Milano), 4x400 m - 3'14"92[19]
- 5º ai Campionati italiani juniores e promesse, (Torino), 400 m hs - 53"11[20]
- 6º ai Campionati italiani assoluti, (Rovereto), 400 m hs - 52"34[21]

2015
- Oro ai Campionati nazionali universitari, (Fidenza), 400 m hs - 51"70[22]
- In finale ai Campionati nazionali universitari, (Fidenza), 4x400 m - dq[23]
- Argento ai Campionati italiani assoluti, (Torino), 400 m hs - 50"20[24]

2016
- Argento ai Campionati italiani assoluti indoor, (Ancona), 400 m - 47"78[25]
- Bronzo ai Campionati italiani assoluti, (Rieti), 400 m hs - 50"02[26]

2020
- Oro ai campionati italiani assoluti, 400 m hs - 49"84
- Argento ai campionati italiani assoluti, staffetta 4x400 m - 3'13"39

2021
- Argento ai campionati italiani assoluti, staffetta 4x400 m - 3'11"84

2022
- Oro ai campionati italiani assoluti, 400 m hs - 49"22
- Bronzo ai campionati italiani assoluti, staffetta 4x400 m - 3'08"07
- Argento ai campionati italiani assoluti indoor, (Ancona), 400 m - 46"87

2023
- Oro ai campionati italiani assoluti, 400 m hs - 49"54
- Eliminato in batteria ai campionati italiani assoluti indoor, 400 m piani - 48"08
- Bronzo ai campionati italiani assoluti indoor, staffetta 4x2 giri - 3'18"31

2024
- 6º ai campionati italiani assoluti indoor, 400 m piani - 48"54
- Argento ai campionati italiani assoluti (La Spezia), 400 m hs - 50"51

## Altre competizioni internazionali
2020
- 6º al Golden Gala ( Roma), 400 m hs - 49"87